# Haloscatella dichaeta
Haloscatella dichaeta är en tvåvingeart som beskrevs av Friedrich Hermann Loew 1860. Haloscatella dichaeta ingår i släktet Haloscatella, och familjen vattenflugor. Arten är reproducerande i Sverige.